# Microcos africana
Microcos africana là một loài thực vật có hoa trong họ Cẩm quỳ. Loài này được (Hook. f.) Burret mô tả khoa học đầu tiên năm 1926.